# Спас Златев
Спас Златев е български биатлонист и ски бегач, участник на зимни олимпийски игри, в Сараево през 1984 г. и в Албервил през 1992 г. 

## Биография
Златев е роден на 14 май 1964 г. в Самоков, Софийска област. Участва в дисциплините 10 и 20 km от състезанията по биатлон на зимните олимпийски игри в Сараево през 1984 г. Участва и в състезанията по биатлон в Албервил през 1992 г., където се състезава на 10 km, 20 km, в щафетата 4 × 7,5 km, както и в състезанието на 50 km ски бягане. 
Резултати от Сараево 1984
биатлон
10 km: 28-и от 64 участници
20 km: 37-и от 63 участници
Резултати от Албервил 1992
биатлон
10 km: 54-ти от 94 участници
20 km: 14-и от 94 участници
щафета 4 × 7,5 km: 14-а от 21 щафети
ски бягане
50 km: 59-и от 73 участници
През 1984 г. Златев печели едно първо и едно трето място в състезания за Световната купа по биатлон за младежи в Понтресина, Швейцария. През 1989 г. печели четвърто място в състезание за Световната купа в Обертилиах, Австрия. 